# 乌卢贝里亚
乌卢贝里亚（Uluberia），是印度西孟加拉邦Haora县的一个城镇。总人口202095（2001年）。

## 人口
该地2001年总人口202095人，其中男性105735人，女性96360人；0—6岁人口25489人，其中男12880人，女12609人；识字率64.33%，其中男性为70.37%，女性为57.70%。